# Call of Duty: Warzone
Call of Duty: Warzone — мультиплатформна free-to-play комп'ютерна гра в жанрі багатокористувацького шутера від першої особи і королівської битви, розроблена компаніями Infinity Ward і Raven Software і видана Activision 10 березня 2020 року для ПК, PlayStation 4 та Xbox One. З виходом консолей нового покоління Xbox Series X/S та PlayStation 5 гра стала доступна і на нових платформах.
23 березня 2023 року Warzone Mobile з картою Верданськ стала доступна на Android та iOS.
Через 24 години після виходу її встановили понад 6 мільйонів гравців, 15 мільйонів гравців через 3 дні після виходу, 30 мільйонів гравців через 10 днів після виходу, 50 мільйонів гравців через місяць після виходу, 60 мільйонів гравців через два місяці після виходу, понад 75 мільйонів гравців через п'ять місяців після виходу, понад 85 мільйонів гравців через дев'ять місяців після виходу та у квітні 2021 року кількість гравців досягла позначки у 100 мільйонів гравців.

## Warzone (2020—2022 роки)
Warzone стала третьою грою, після режимів «Blackout» в Call of Duty: Black Ops 4 (2018) і «Королівська битва» в Call of Duty: Mobile, із серії Call of Duty, де підтримується режим королівської битви. Warzone відрізняється від Black Ops 4 заохоченням накопичення ігрової валюти, замість пошуку оснащення для зброї, розкиданого по карті. Warzone використовує бої, в яких бере участь до 150 гравців, на відміну від інших ігор подібного роду, які підтримують лише до ста чоловік в одному бою.

### Ігрові режими
Перша Warzone підтримувала чотири базових режими гри — «Королівська битва», «Здобич» та «Відродження» та «Командна боротьба»..
Суть режиму «Королівська битва» полягає в тому, що гравці прагнуть залишитися останніми, які вижили на карті. Під час гри, з кожною хвилею ігровий простір якої постійно стискається і заповнюється газом. Гравці десантуються на велику ігрову зону, де стикаються з іншими гравцями. Гравців, в процесі, стає менше, ігровий простір звужується. У грі зони, на яких битва вже неможлива, заповнені зеленим газом, який з часом забирає очки здоров'я, внаслідок чого гравець гине (якщо немає противогазу). Гравець може відкривати і закривати парашут необмежену кількість разів, поки його персонаж знаходиться в повітрі. На момент запуску гри, підтримувався тільки режим для загонів з трьох чоловік. Пізніше в гру було додано соло-режим. Разом з оновленням третього сезону число режимів в грі збільшилася до чотирьох — сольний режим, загони з трьох або чотирьох гравців і злегка підправлений режим здобичі для чотирьох чоловік.
Смерть персонажа в режимі королівської битви зовсім не означає його поразку. У грі присутній механіка відродження, якою можна скористатися кількома способами. Убиті гравці потрапляють в ГУЛАГ, де вступають в одиночну битву з іншим убитим гравцем. У обох суперників однакове озброєння. Переможець такої битви повертається на ігрове поле. Інші методи відродження доступні тільки за допомогою використання внутрішньо-валюти. Гравці можуть купувати купони відродження для себе або для інших гравців. Так вони не будуть проходити процес битви в ГУЛАГу. Варто зазначити, що інші гравці, які чекають своєї черги, можуть споглядати на поєдинки і кидати каміння, яке може навіть вбити гравця, в якого дуже мало здоров'я.
У режимі «Здобич» командам потрібно шукати валюту, розкидану по всій ігровій карті, щоб накопичити 1 мільйон. Команда, яка першою набрала потрібну суму, переходить в овертайм, де може примножити свої багатства в півтора рази. Перемагає команда, яка набрала найбільше грошей. Гравці в цьому режимі відроджуються автоматично і необмежену кількість раз.
Комплектація в цьому режимі стандартна — основна і допоміжна зброя, летальне і тактичне оснащення, польові поліпшення і серії вбивств. У Warzone, як і в інших іграх жанру королівської битви, присутній броня у вигляді бронепластин. Гравці також можуть підбирати валюту, яка може бути використана для різних цілей.
В режимі «Відродження» вбиті гравці повертаються в бій, поки живий хоча б один член команди. Таймер повернення збільшується по ходу гри та одночасно скорочується за вбивства та інші командні дії. Гулаг недоступний. Є основним режимом для Острова Відродження, але іноді з'являється варіант і для основної карти.
Режим «Командна боротьба»  — це звичайний командний бій, але на великій карті. Береться випадкова окрема ділянка карти, на якій з двох сторін висаджується дві команди у складі по 52 гравці максимум. Умови приблизно ті самі: перемагає команда перша ліміту очок, що досягла 400 вбивств або та, що набере більше очок протягом 20 хвилин.

### Карти
Верданськ
Карта являє собою місто Верданськ у вигаданій державі у Кастовії та величезну територію навколо нього. Варто зазначити, що саме місто частково скопійоване з українського міста Донецьк, а Аеропорт Верданська скопійований з Донецького аеропорту, при чому в період реальних боїв за нього під час російсько-української війни в період 2014—2015 років.
Верданськ оточений горами з вершиною гори Арклов, вона розташована у північно-західному регіоні. Дві річки протікають над цим містом: річка Гора на сході та річка Карст на заході. Ці річки впадають у Кастовійське море на півдні. Дамба Гора знаходиться на верхів'ї однойменної річки та створює штучне озеро. Під час четвертого сезону до Верданська додали залізницю, яка розташована на заході та південному заході. У п'ятому сезоні в гру було додано поїзд, що подорожує цією залізницею навколо міста.
Верданськ ділиться п'ять регіонів:
1. Північ: Дамба Гора (Зона 1A), Ярдвинський пам'ятник (Зона 1B), Військова база «Пік Арклова» (Зона 1C), Карст-Кар'єр (Зона 1D), Лозівський перевал (Зона 1E)
2. Захід: Аеропорт Верданська (Зона 2A), Технічна зона аеропорту (Зона 2B), Звалище (Зона 2C), Складське містечко (Зона 2D), Супермаркет «Атлас» (Зона 2E), Верданський цвинтар (Зона 2F), Торський квартал (Зона 2G), Жохівський цвинтар літаків (Зона 2H),
3. Південний захід: Верданська лікарня (Зона 3A), Верданська залізнична станція (Зона 3B), Західний баракет (Зона 3C), Східний баракет (зона 3D), Новогразненські пагорби (Зона 3E)
4. Центр та Південь: Телецентр BCH4 (Зона 4A), Квартал 6 (Зона 4B), Верданський стадіон (Зона 4C), Таворський район (Зона 4D)
5. Схід: Квартал 18 (Зона 5A), Горенгардська тартак (Зона 5B), Ферма Кровника (Зона 5C), Верданський порт (Зона 5D), Тюремний комплекс «Зордайя» (Зона 5E)
| Агрегатор  | Оцінка                              |
| ---------- | ----------------------------------- |
| Metacritic | PC: 80/100 PS4: 79/100 XONE: 79/100 |

| Видання  | Оцінка |
| -------- | ------ |
| GameSpot | 7/10   |
| IGN      | 7/10   |

В 2021 році карта помітно перетворилася і перемістилася 1984 рік. На заміну греблі прийшов оглядовий майданчик, що знаходиться високо в горах. На місці кар'єру утворився невеликий пагорб, а прилеглі до нього будівлі залишилися і переробили під сольові родовища. З'явилася дуга, що знаходиться між сольовими родовищами та будівлею телеканалу «CH4».
Острів Відродження
Сама по собі карта представляє собою переробку острова Алькатрас під тематику острова Відродження, проте інфраструктура і загальна будова залишилася приблизно такою ж. Головними відмінностями від Алькатраса є відсутність підводного човна, зруйнованого корабля, дома якого розташована нова локація. Основним режимом гри на карті є новий режим «Відродження». На момент подій руйнування Верданська острів дещо оновився. По-перше, замість будівництва виникла конкретна будівля «Control Center». По-друге, картка стала нічною. Також дах тюремного блоку відновили. Після закінчення події оновлена карта з'явилася в денному варіанті та з новою локацією між «Bioweapons Labs» та «Decontamination Zone Building», а також більш холодною візуальною палітрою кольорів.
Кальдера
Тихоокеанський острів в період Другої світової війни. Острів поділено на 15 областей, включаючи шахти, руїни, лагуну, селище, електростанцію, поля та доки. Зі зброї доступна тільки зброя з Vanguard, а зі спорядження та техніки залишилося тільки те, що підходить під сеттинг Другої світової війни. Також на карті з'являються літаки, а іноді проводитиметься артобстріл.
Фортеця Фортуни
Відносно невеликий острів (на 40 гравців) в Адріатичному морі, що в далекому минулому використовувався для боротьби з піратами, а зараз став притулком для котрабандистів. В цілому карта має антураж 70-х років, проте деякі локаніці, наприклад сама Фортеця Фортуни і виноробня зроблені в середньовічному стилі чим нагадують про глибоке коріння історії цього острова.
Середньовічна фортеця, яка дала назву острову, наразі під контролем найманців, які перетворили її на свій укріплений командний пункт.
На заході розташоване прибережне містечко, що створене за образом мальовничих середземноморських сіл. Його бруковані вулички тягнуться повз будинки з плоскими дахами. У центрі міста розташована стара фортеця, в якій розгорнуться запеклі бої — її дзвіниця височить над містом і служить гарним оглядовим пунктом.
На сході у виноробні, затишній споруді на кшталт класичних карт із трьома лініями, є що пограбувати і де побродити. На півдні приховані звивисті морські печери, гроти, які через величезні просвіти заповнює сонячне світло, купку рибальських хатин та маяк.

## Warzone (2022—2024 роки)
16 листопада 2022 року на платформи PlayStation 4, PlayStation 5, Xbox One, Xbox Series X/S та ПК у сервісах ігрової дистрибуції Steam та Battle.net вийшло глобальне оновлення Warzone разом з виходом Call of Duty: Modern Warfare II. Оновлення перенесло гру на рушій IW 9.0 та принесло в саму гру безліч нових функцій: можливість плавати, в тому числі під водо, нові види техніки з оновленою реалістичною фізикою, нові візуальні ефекти, нові режими, контракти, соціальні функції та багато іншого.

### Ігрові режими
Класичний режим королівської битви, доступний у чотирьох базових варіаціях: Одинаки, Двійки, Трійки та Четвірки. На карту максимум скидається від 150 до 152 гравців залежно від варіації режиму. Мета для перемоги вся та ж — залишитися останнім загоном, що вижив.
В режимі відродження вбиті гравці повертаються в бій, поки живий хоча б один член команди. Таймер відродження складає 15 секунд у першій зоні та 39 секунд у другій та третій зонах доти, доки відродження не закриється через 9 хвилин та 15 секунд після початку матчу. Вбивство противника також миттєво зазначає його союзників на міні-карті. Кожен гравець розпочинає матч із набором для самореанімації. Для прискорення відродження союзників можна завдати тяжкого поранення противнику (-2 сек.), вбити противника (-7 сек.), зробити добивання (-8 сек.), знищувати вороже спорядження (-1 сек.), відкривати ящики (-2 сек .) та виконувати контракти (-5 сек.).
Також з'явився новий режим гри DMZ, в якому гравці повинні відправляти на вилазці карткою, виконувати контракти, виконувати завдання різних фракцій, стикатися із солдатами-ботами та іншими гравцями, збирати спорядження та евакуюватися. На картах знаходиться кілька точок інтересу, кожну з яких розділено за складністю солдатів-ботів, що знаходяться в ній.

### Карти
Аль-Мазра
Аль-Мазра (араб. المزرح) — столиця Об'єднаної Республіки Адал. Вона відзначається різноманітністю ландшафтів, включаючи пустелю, гори та урбанізовані зони, що забезпечує гравцям безліч тактичних можливостей. Карта постійно розвивається завдяки динамічним подіям, таким як землетруси, які змінюють ландшафт та додають елемент непередбачуваності в геймплей. Al Mazrah також багата на різноманітні локації для дослідження, від міських джунглів до сільськогосподарських угідь та піщаних дюн.
В режимі DMZ на карті  Аль-Мазра також доступна підземна локація Комплекс Кощія (Koschei Complex). Потрапити в цей підземний комплекс можна скортставшись одним з чотирьх входів на карті Аль-Мазра.
Залежно від того, який вхід вибрав гравець, на нього чекатиме відповідне випробування в одному з чотирьох секторів:
- А1 – вхід з нафтобази Рохана

- А2 – секретний вхід із руїн

- Б1 – вхід з-під моста

- Б2 – вхід з паркування міста

Всі чотири сектори ведуть в центральну локацію під еазвою Хімзавод, а вже з відти можна потрапити в Альфа кластер (сектор С). Для того, щоб потрапити сюди, необхідно вставити в електрощиток акумулятор і кабель, що бракує, після чого натиснути на кнопку поруч із гермозатвором. Обидва шляхи C1 і C2 ведуть в те саме місце, просто коридори трохи різні, і у кожного є своя турель за кутом.
На Заході комплексу знаходиться Фабрика в якій знаходиться подвійний бос-Носоріг та Снайпер, що охороняють кейс з особливими нагородами комплексу.
Острів Ашика
Острів Ашика, який також називають островом Морського лева, розташований на невеликому архіпелазі десь в Азіатсько-Тихоокеанському регіоні неподалік берегів Японії. Спочатку острів мав стати курортом, але його забудова припинилася в середині 1990-х років.
Згідно з сюжетом гри, цей острів став базою ультранаціоналістичної групи "Конні" (Ultranationalist Konni Group), яка використовує його, зокрема, для перевезення хімічної та біологічної зброї. Сюди направляють хімічну зброю з біолабораторії Аль-Мазри.
Основну частину північно-західного сектору острову займають сільськогосподарські, житлові та промислові будови, а також старі оборонні берегові споруди.
На північному заході острова знаходиться вежа зв'язку (ця і дві інші вежі можуть служити орієнтирами в будь-якій точці карти) - вона розташовується на піщано-кам'янистій косі з хвилерізом. Рухаючись від вежі в глиб острова, ви побачите купу бетону і дві не до кінця знесені будівлі часів війни.
Західна і частина південно-західної ділянки острова омивають води затоки, в якій розташовуються потужні хвилерізи. На північний захід від основного підводного каналу знаходиться поромний термінал та туристичні об'єкти. Перейшовши мостом через канал, ви побачите готель та ринковий район, а також заправну станцію та міську ратушу у формі півкола.
Далі від берега стоять два бар'єри у формі літери Г, які міцно стоять на дні і не дають припливам затопити острів. Ви можете туди дістатися, але там немає жодних укриттів — хіба під водою. Завершує картину невеликий спуск для катерів.
На залізниці відвідувачі можуть сходити з поромів, що регулярно прибували на острів до початку нинішніх бойових дій. З пристані можна швидко дістатися туристичного центру. Крім того, звідси можна потрапити на кругле паркування і до вбиралень (теж круглих).
Паралельно блакитною бетонною набережною, яка веде на схід та південний схід до схожого за кольором акваріума, розташований виставковий центр середніх розмірів, який можна дізнатися з вивіски та сонячних панелей на даху. Усередині знаходиться зал для прийомів та головний банкетний зал із заскленим дахом.
Неподалік каналів розташований сучасний науковий центр, всередину і на дах якого можна потрапити кількома способами. Зі східного боку його підпирає скеля. Внутрішності цієї будівлі у формі літери П включають два поверхи (з внутрішнього балкона на другому поверсі відкривається вид на головний вхідний зал), сходи на дах та ліфт, шахтою якого можна легко спуститися за допомогою мотузки.
У гавані на південь від відкритого каналу вода зазвичай спокійна. Тут є плавуча заправна станція, де можна заправити і відремонтувати водний транспорт, а також перейти на основну частину острова, піднявшись бетонними сходами. На хвилерізі можна зайняти вигідну позицію з далекобійною зброєю, але врахуйте, що там нема де сховатися. Через приливний басейн під акваріумом можна пробратися на острів під головними входами.
Височину у центральній частині острова займає стародавній замок з численними укріпленнями, прикритий з південно-західної частини пагорбом. На цьому великому плато ви побачите невисокі ступінчасті зубчасті стіни, дерева сакури, що квітнуть, і додаткові будівлі в різних точках на території замку. Тактичні можливості чекають на вас на кожному кроці — і не забувайте дивитися під ноги, адже під цією фортецею знаходиться підземний канал і ціла база підводних човнів! В результаті недавніх бойових дій стародавні стіни цього величного замку виявилися пошкоджені, але тут ви знайдете безліч укриттів, входів та цікавих місць на землі та під землею. Внутрішнє оборонне коло цитаделі починається з рову, що оточує її з трьох сторін (з четвертого боку знаходяться пагорби, що не дозволяють замкнути кільце навколо бази). За ровом стоїть стіна з кількома проходами у двір, з якого можна потрапити до огородженого відкритого «додзе» та сусідньої будівлі, де знаходиться пересувний радар.
Вондель
Карта Вондель перенесла гравців у серце Нідерландів, відтворивши атмосферу мальовничого європейського міста. Архітектура карти поєднує в собі традиційні голландські мотиви з сучасними елементами. Вузькі канали, що перетинають місто, стають природними перешкодами та надають карті унікального характеру. Традиційні вітряки, характерні для Нідерландів, не лише прикрашають пейзаж, а й можуть стати стратегічно важливими точками, з яких відкривається чудовий огляд.
Особливістю карти Вондель є її різноманітність локацій. Від затишних площ та вуличок до великих парків та промислових зон – кожен гравець зможе знайти собі місце для гри. Багаторівневі будівлі, підземні тунелі та дахи створюють безліч можливостей для маневрів та несподіваних атак. Крім того, на карті присутні динамічні елементи, такі як рухомі платформи та підйомні мости, що додають грі ще більше непередбачуваності.
Урзикстан
Урзикстан — півострів, що знаходиться біля Кавказу. Держава омивається Чорним морем, межує з Кастовією та Російською Федерацією на півночі, з Грузією на сході. Столиця Урзикстану — Сахра, де розташоване Посольство США. Клімат в основному посушливий, і офіційна мова — арабська.
Урзикстан є однією з найбільших карт Warzone з 11 точками ітересу: місто Зараван, Сорокін Індастриз, Попов Пауер, маєток Шахіна, Нижнє місто, Старе місто, Орловська військова база, торговий центр Квадрі та Урзикстан Карго. Деякі точки інтересу мають зв'язок з попереднімі картами з серії ігор Call of Duty, зокрема  Орловська військова база зроблена на базі карти Countdown з Call of Duty 4: Modern Warfare.
Зона 99
Зона 99 - це дослідницький та випробувальний центр, що фінансується ЦРУ, який належить до відділу "Досягнення та застосування передових технологій" і розташований у штаті Невада в Сполучених Штатах Америки. Він характеризується пустельним ландшафтом з основними дорогами для пересування та різноманітними підземними мережами, що забезпечують доступ до кожної унікальної точки інтересу.
Зона 99 поділена на десять основних точок інтересу, причому кожна зона розділена на кілька визначних пам'яток у цьому регіоні:
1. Збірка манекенів. Цей об'єкт інтересу, великий завод зі складання манекенів, домінує в найпівнічнішій частині Зони 99. Щоб переміщатися між складальними блоками, необхідно використовувати повітряний міст, розташований всередині комплексу.
2. Випробувальний майданчик. Цей випробувальний майданчик використовується відділом "Досягнення та застосування передових технологій". На ньому розташовані знищена техніка та контейнери, а також зручна спостережна станція для проведення наземних випробувань.
3.Бункер. Під Випробувальним майданчиком розташований невеликий бункер, який містить лабіринт коридорів, що ведуть до Військової кімнати.
4. Реактор. У центрі Зони 99 розташований Реактор, головне джерело експериментальної зброї, розробленої відділом "Досягнення та застосування передових технологій".
5. Відправлення "Ньюк-таун". Частково повернувшись до пустелі та розташований на нижчому рівні, ніж решта Зони 99, знаходиться "Відправлення "Ньюк-таун" - сім будівель, що повністю повторюють моделі невадського випробувального майданчика.
6. Капсули. "Капсули" були набором з чотирьох кольорових будівель у формі стручків, де проживали численні співробітники та працівники Зони 99. Тепер "Капсули" стоять занедбані, кожна зі своєю власною історією.
7. Виробничий комплекс. Займаючи найбільшу площу, виробничий комплекс спеціалізується на створенні будівель типу "Ньюк-таун", аналогічних тим, що використовувалися під час ядерних випробувань у Неваді.
8. Градирні. Головним орієнтиром, віддаленим від Збірки манекенів, є три Градирні, які забезпечують легкий доступ до сусідніх траншей та пішохідного переходу до Реактора.
9. Склад. У найпівденнішій частині карти розташований Склад, який має багато входів на дах і може служити відмінною фортецею.
10. Навантажувальна зона. У найсхіднішій частині карти розташована Навантажувальна зона, де знаходяться два будинки типу "Ньюк-таун", один з яких піднятий за допомогою крана. Ця зона знаходиться поблизу Виробничого комплексу.

## Ігровий процес
У гравця максимум може бути 100 одиниць здоров'я та 150 одиниць броні (3 бронепластини по 50 одиниць броні). Після отримання поранення здоров'я повільно саморегенерується, що можна прешвидшити за допомогою стимулятора, або перку швидке лікування. Нові бронепластини гравець встановлює самостійно натискаючи спеціальну кнопку.
В розпорядженні гравця знаходиться значний арсенал зброї , що охоплює різні історичні періоди: від зброї часів Другої світової війни до високотехнологічних розробок недалекого майбутнього. Окрім реальних зразків, у грі представлені унікальні футуристичні моделі, створені спеціально для серії Call of Duty та натхненні передовими науковими концепціями. Це і вогнепальна зброя: пістолети, пістолети-кулемети, штурмові гвинтівки, ручні кулемети, дробовики, снайперські та піхотні гвинтівки. Зброя для ближнього бою: балістичні щити, ножі, сокири, мечі, бити кувалди і таке інше. Серед більш важкого озброєння наявні гранатомети, ПТРК і ПЗРК. Гравець може носити з собою бойове та спеціальне спорядження (гранати, міни, термітні бомби, димові гранати, осліпляючі та оглушаючі гранати, метальні ножі та таке інше).
Для покращення своїх бойових характеристик гравець може використовувати спеціальні перки, розгрузки та рюкзаки, які надають йому різного роду переваги на полі бою.
У Warzone також доступні польові модифікації (активний захист, портативне укриття, тактичний маркер, мобільний аеростат, бронебійні патрони, ящик з бронею, ящик з боєприпасами, маркер посилки з комплектом, маркер станції покупок і т. ін.) та нагороди за серію вбивств (мінометний обстріл, авіаудар, БПЛА, МБПЛА, Контр-БПЛА, захищена турель, автоматизована турель, дрон з бомбою, наземний дрон з бомбою RC-XD, костюм джагернаута і т. ін.), проте на відміну від мультиплеєрних режимів Call of Duty їх гравець може знайти на полі бою, або купити на спеціальних станціях покупок, що розташовані по всій карті.
Для швидшого переміщення по карті гравець може використовувати різноманітний сухопутний, водний та повітряний транспорт: мотоцикли, квадроцикли, легкові та вантажні машини, машини з підвищеною прохідністю, літаки і гелікоптери, водні мотоцикли, моторні човни і важкоброньовані катера та багато чого іншого. Також гравець може використовувати рейковий пасажирський та вантажний транспорт, що курсує по великих картах (розрахованих на 150 гравців). Одним з цікавих способів переміщення по карті на невеликі відстані є підйом по тросам, що прикріплені до аеростатів або до дронів (залежно від карти), та подальший спуск на парашуті в потрібну точку на карті. Такі ж мобільні аеростати або дрони гравець може носити з собою у якості польової модифікації.

### джерела
1. ↑  Snider, Mike. 'Call of Duty' sets its sights on 'Fortnite,' domination of battle royale video games (англ.). USA Today. Архів оригіналу за 19 березня 2020. Процитовано 2 травня 2020.
2. ↑  McWhertor, Michael (10 квітня 2020). Call of Duty: Warzone hits 50M players in first month (англ.). Polygon. Архів оригіналу за 20 квітня 2020. Процитовано 3 травня 2020.
3. ↑  Machkovech, Sam (9 березня 2020). Call of Duty’s free-to-play, cross-platform battle royale launches March 10 [Updated]. arstechnica.com (англ.). Архів оригіналу за 18 березня 2020. Процитовано 3 травня 2020.
4. ↑  Gonzalez, Oscar. Call of Duty Warzone: Cheaters punished, new modes and everything else you need to know (англ.). CNET. Архів оригіналу за 11 травня 2021. Процитовано 3 травня 2020.
5. ↑  Favis, Elise. Activision confirms Call of Duty: Warzone, a new free-to-play battle royale game (англ.). Washington Post. Архів оригіналу за 18 березня 2020. Процитовано 3 травня 2020.
6. ↑  Поплатився за зухвалий вчинок: гравець у Call of Duty: Warzone став героєм курйозного відео. 24 Канал (укр.). Архів оригіналу за 11 серпня 2021. Процитовано 11 серпня 2021.
7. ↑  Call of Duty: Warzone - Release date, modes, and everything we know. Dexerto. Архів оригіналу за 18 березня 2020. Процитовано 3 травня 2020.
8. ↑  Call of Duty: Warzone for PC Reviews. Metacritic. CBS Interactive. Архів оригіналу за 5 червня 2020. Процитовано 8 травня 2020.
9. ↑  Call of Duty: Warzone for PlayStation 4 Reviews. Metacritic. CBS Interactive. Архів оригіналу за 10 червня 2020. Процитовано 7 травня 2020.
10. ↑  Call of Duty: Warzone for Xbox One Reviews. Metacritic. CBS Interactive. Архів оригіналу за 10 червня 2020. Процитовано 8 травня 2020.
11. ↑  Barbosa, Allesandro (27 березня 2020). Call of Duty: Warzone Review. GameSpot. Архів оригіналу за 27 травня 2020. Процитовано 8 травня 2020.
12. ↑  Duggan, James (20 березня 2020). Call of Duty: Warzone Review. IGN. Архів оригіналу за 30 травня 2020. Процитовано 8 травня 2020.